# Браян Пріске
Бра́ян Прі́ске (дан. Brian Priske, нар. 14 травня 1977, Горсенс) — данський футболіст, що грав на позиції захисника. По завершенні ігрової кар'єри — тренер. З червня 2024 року очолює нідерландський «Феєнорд».
Виступав, зокрема, за «Ольборг», а також національну збірну Данії.

## Клубна кар'єра
Народився 14 травня 1977 року в місті Горсенс. Вихованець футбольної школи місцевого однойменного клубу. Дорослу футбольну кар'єру розпочав 1996 року в основній команді того ж клубу, в якій провів один сезон. 
Протягом 1997—1999 років захищав кольори команди клубу «Орхус Фремад».
Своєю грою за останню команду привернув увагу представників тренерського штабу клубу «Ольборг», до складу якого приєднався 1999 року. Відіграв за команду з Ольборга наступні чотири сезони своєї ігрової кар'єри. Більшість часу, проведеного у складі «Ольборга», був основним гравцем команди.
Згодом з 2003 по 2011 рік грав у Бельгії за «Генк», в Англії за «Портсмут», знову у Бельгії, цього разу за «Брюгге», а також на батьківщині за «Вайле» та «Мідтьюлланд».
Завершив професійну ігрову кар'єру 2011 року в норвезькому клубі «Старт» (Крістіансанн).

## Виступи за збірні
Протягом 1998–1999 років залучався до складу молодіжної збірної Данії. На молодіжному рівні зіграв у 15 офіційних матчах.
2003 року дебютував в офіційних матчах у складі національної збірної Данії. Протягом кар'єри у національній команді, яка тривала 5 років, провів у її формі 24 матчі.
У складі збірної був учасником чемпіонату Європи 2004 року у Португалії, де виходив на поле в одній грі групового етапу.

## Кар'єра тренера
Розпочав тренерську кар'єру відразу ж по завершенні кар'єри гравця, 2011 року, ставши помічником Глена Ріддерсгольма, головного тренера команди «Мідтьюлланд», де пропрацював з 2011 по 2016 рік.
Згодом протягом 2016–2017 років працював на аналогічній посаді у клубі «Копенгаген».
2018 року повернувся до «Мідтьюлланда», де знову працював асистентом головного тренера, цього разу Кеннета Андерсена, а через рік змінив останнього на посаді очільника тренерського штабу.
2021 року був запрошений очолити тренерський штаб бельгійського «Антверпена».
Влітку 2022 року очолив тренерський штаб чеського клубу «Спарта» (Прага).
12 червня 2024 року став головним тренером нідерландського клубу «Феєнорд», підписавши трирічний контракт. 4 серпня 2024 року провів свій перший матч на чолі «Феєнорда», перемігши ПСВ у Суперкубку Нідерландів у серії післяматчевих пенальті.

## Досягнення

### Як гравець
- Чемпіон Данії (1):

«Ольборг»: 1998–99
- Володар Кубка Бельгії (1):

«Брюгге»: 2006–07

### Як тренер
- Чемпіон Данії (1):

«Мідтьюлланн»: 2019–20
- Чемпіон Чехії (2):

«Спарта»: 2022–23, 2023–24
- Кубок Чехії з футболу (1):

«Спарта»: 2024
«Феєнорд»
- Володар Суперкубка Нідерландів: 2024[6]